# Willy Böckl
Wilhelm Richard „Willy” Böckl (ur. 27 stycznia 1893 w Klagenfurt am Wörthersee, zm. 22 kwietnia 1975 tamże) – austriacki łyżwiarz figurowy, startujący w konkurencji solistów. Dwukrotny wicemistrz olimpijski z Chamonix (1924) i St. Moritz (1928), 4-krotny mistrz świata (1925–1928), 6-krotny mistrz Europy (1922, 1923, 1925–1928) oraz 4-krotny mistrz Austrii (1913, 1914, 1920, 1924).
Po zakończeniu kariery amatorskiej wyjechał do Stanów Zjednoczonych, gdzie pracował jako trener łyżwiarstwa figurowego. 

## Osiągnięcia
| Zawody               | 1913           | 1914           | 1920           | 1922           | 1923           | 1924           | 1925           | 1926           | 1927           | 1928           |                |                |                |                |                |                |                |
| Międzynarodowe       | Międzynarodowe | Międzynarodowe | Międzynarodowe | Międzynarodowe | Międzynarodowe | Międzynarodowe | Międzynarodowe | Międzynarodowe | Międzynarodowe | Międzynarodowe | Międzynarodowe | Międzynarodowe | Międzynarodowe | Międzynarodowe | Międzynarodowe | Międzynarodowe | Międzynarodowe |
| -------------------- | -------------- | -------------- | -------------- | -------------- | -------------- | -------------- | -------------- | -------------- | -------------- | -------------- | -------------- | -------------- | -------------- | -------------- | -------------- | -------------- | -------------- |
| Igrzyska olimpijskie |                |                |                |                |                | 2              |                |                |                | 2              |                |                |                |                |                |                |                |
| Mistrzostwa świata   | 2              | 3              |                | 3              | 2              | 2              | 1              | 1              | 1              | 1              |                |                |                |                |                |                |                |
| Mistrzostwa Europy   | 3              | 3              |                | 1              | 1              |                | 1              | 1              | 1              | 1              |                |                |                |                |                |                |                |
| Krajowe              |                |                |                |                |                |                |                |                |                |                |                |                |                |                |                |                |                |
| Mistrzostwa Austrii  | 1              | 1              | 1              |                |                | 1              | 2              |                |                |                |                |                |                |                |                |                |                |

## Nagrody i odznaczenia
- Światowa Galeria Sławy Łyżwiarstwa Figurowego – 1977[2]